# Invenție
O invenție este o rezolvare sau realizare tehnică dintr-un domeniu al cunoașterii care prezintă noutate și progres față de stadiul cunoscut până atunci.  Ea se poate referi la realizarea unui produs (dispozitiv, material, substanță) sau a unui procedeu în toate domeniile tehnologice.  Procedeul constă din activități tehnologice care conduc la:
- obținerea, fabricarea sau utilizarea unui produs;
- rezultate de natură calitativă ca : măsurare, analiză, reglare, control, curățare, uscare, diagnosticare sau tratament medical și altele.

Conform Dictionary.com o invenție se definește ca fiind „o mașină, un proces, o îmbunătățire etc. -noi și utile, care nu au existat anterior și care sunt recunoscute ca produsul unei intuiții sau unui geniu unice, deosebite de competențele mecanice obișnuite sau de artizanat.”
O invenție nu este același lucru cu o descoperire, care înseamnă constatarea unei realități încă necunoscute. 
Invențiile doar arareori se fac pe neașteptate. Ele sînt în mod obișnuit rezultatul unei convergențe a tehnologiilor actuale într-un mod nou și unic. Lucrul acesta se poate realiza în urma satisfacerii unei anumite necesitați umane, ca o împlinire a dorinței unui inventator de a face ceva mai rapid sau mai eficient, ori chiar ca urmare a unei întimplări. O invenție poate fi rezultatul unui efort individual, dar și al unei munci în echipă. Invențiile pot fi făcute simultan în diferite părți ale lumii. 

## Protecția invențiilor
Protecția invențiilor se face prin brevet de invenție. Brevetul de invenție este un act juridic oficial care îi acordă titularului său un drept cu caracter exclusivist de exploatare a unei invenții, pe întreaga sa durată. Durata brevetului de invenție este de 20 de ani, cu începere de la data de depozit, conform art.31 din Legea 64/1991, republicată. Dreptul exclusiv de exploatare este un „drept negativ”, în sensul că interzice unor terți să fabrice, să utilizeze, să vândă sau să importe produsul sau procedeul acoperit de brevet, fără consimțământul deținătorului de brevet.
Nu sunt considerate invenții: 
- descoperirile, teoriile științifice și metodele matematice;
- creațiile estetice (în muzică, arte plastice);
- planurile, principiile și metodele în exercitarea de activități mentale, în materie de jocuri sau în domeniul activităților economice, precum și programele de calculator;
- prezentările de informații.

Protejarea acestor produse se face pe baza drepturilor de autor.

## Condiții de brevetabilitate
Un brevet de invenție poate fi acordat dacă sunt satisfăcute, în mod cumulativ, condițiile de brevetabilitate: invenția să fie nouă, să implice o activitate inventivă și să aibă aplicabilitate industrială.
Noutatea invenției. O invenție este nouă dacă nu este cuprinsă în stadiul tehnicii. Stadiul tehnicii cuprinde cunoștințele accesibile publicului printr-o descriere scrisă sau orală, prin folosire sau în orice alt mod, până la data depozitului cererii de brevet de invenție. Deosebirile față de soluțiile cunoscute anterior în domeniu trebuie să fie esențiale și să genereze efecte tehnice noi. Invenția nu trebuie să corespundă conținutului altui brevet, care a fost depus însă nu a fost încă publicat.
Condiția activității inventive. O invenție implică o activitate inventivă dacă pentru o persoană de specialitate în domeniu ea nu rezultă în mod evident din cunoștințele cuprinse în stadiul tehnicii. Cu alte cuvinte, nu trebuie să fie posibil pentru specialistul cu competențe obișnuite să realizeze invenția printr-un exercițiu de rutină al competențelor sale. De asemenea, se admite implicarea unei activități inventive dacă invenția are ca obiect un procedeu analog care realizează un efect tehnic nou, sau prin acest procedeu se obține o substanță cu calități noi, superioare, ori dacă materiile prime sunt noi, chiar dacă efectele tehnice obținute sunt identice.
Aplicabilitatea industrială este dovedită dacă obiectul invenției poate fi fabricat sau utilizat într-un domeniu industrial, inclusiv în agricultură, servicii sau lucrări artizanale. De asemenea, invenția este susceptibilă a fi aplicabilă industrial dacă poate fi reprodusă cu aceleași caracteristici și efecte, ori de câte ori este necesar. De menționat că serviciile nu sunt specificate în mod explicit ca obiecte ale invențiilor în Legea nr. 64/1991, însă sunt menționate în legislațiile altor țări.

## Obiecte ale invențiilor
Obiectele invențiilor se pot încadra în două categorii:
٭produse;
٭procedee.
Produsele pot fi obiecte ale unor invenții în măsura în care ele constituie soluția tehnică a unei probleme.
Produsul reprezintă un obiect cu caracteristici determinate, definite tehnic prin părțile sale constructive și, după caz, constitutive, prin elementele de legătură dintre acestea, prin forma sa constructivă sau a părților constitutive, prin materialele din care este realizat, prin relațiile constructive, de poziție șiu funcționare, dintre părțile constitutive sau prin rolul funcțional al acestora.
Produsele pot fi:
٭dispozitive, instalații, echipamente, mașini-unelte, aparate sau ansambluri de aparate care funcționează împreună sau care se referă la mijloace de lucru pentru realizarea unui procedeu de fabricație ori de lucru;
٭circuite electrice/electronice, pneumatice sau hidraulice;
٭substanțe chimice, inclusiv produse intermediare, definite prin elementele componente și legăturile dintre ele, simbolizate prin formule chimice, semnificația radicalilor substituenți, structura moleculară, izometrie sterică, greutate moleculară sau prin alte caracteristici care le individualizează sau le identifică;
٭mijloace sau agenți, substanțe chimice cărora li se indică scopul pentru care sunt utilizate;
٭amestecuri fizice sau fizico-chimice, definite prin elementele componente, raportul cantitativ dintre acestea, structura, proprietățile fizico-chimice sau alte proprietăți care le individualizează și care le fac aplicabile pentru rezolvarea unei probleme tehnice. Exemple: materiale de construcții, amestecuri de formare, materiale izolante, materiale sinterizate etc.;
Programele de calculator în sine nu sunt considerate invenții. Totuși, sunt brevetabile invențiile a căror realizare implică utilizarea unui calculator, a unei rețele de calculatoare sau a altor aparate programabile în care una sau mai multe caracteristici ale invenției revendicate este/sunt realizată/realizate cu ajutorul unuia sau mai multor programe de calculator.
Invențiile din domeniul programelor de calculator sunt considerate că aparțin domeniului tehnologic, însă pentru a fi brevetabile trebuie să îndeplinească condițiile de brevetare : să fie noi, să implice o activitate inventivă și să fie susceptibile de aplicare industrială. Pentru invențiile din domeniul programelor de calculator se consideră îndeplinită condiția activității inventive dacă invenția are o contribuție tehnică, prin aceasta înțelegându-se un aport la stadiul tehnicii într-un domeniu tehnic. Contribuția tehnică se determină prin diferența dintre invenția revendicată și stadiul tehnicii.
Procedeul este obiect al unei invenții în măsura în care constitue soluția tehnică a unei probleme.
Procedeul reprezintă o succesiune logică de etape, faze sau pași, definite prin ordinea de desfășurare, prin condiții inițiale cum ar fi materia primă aleasă, prin parametri, prin condiții tehnice de desfășurare și/sau mijloace tehnice utilizate. Procedeele pot consta în:
٭o activitate tehnologică de natură mecanică, fizică, chimică, care are ca efect obținerea sau modificarea unui produs;
٭o metodă de lucru, caracterizată prin metode de operare;
٭o nouă utilizare a unui produs sau procedeu cunoscut.
Invențiile biotehnologice sunt invenții care se referă la un produs care constă din sau care conține material biologic ori care se referă la un procedeu prin care este obținut, prelucrat sau utilizat materialul biologic.

## Invenție versus inovație
O distincție importantă trebuie să fie făcută între invenție și inovație. Invenția este prima apariție a unei noi idei pentru un produs sau proces nou, pe când inovația este prima comercializare a ideii.
Inovația reprezintă comercializarea invenției în produse sau servicii vandabile. Atunci cînd o nouă invenție devine integrată în viața economică, adică a început să aibă consecințe economice, ea devine o inovație. Pentru a transforma o invenție în inovație, o companie trebuie să combine cunoștințe, capabilități, abilități și informații asupra pieței,suficiente resurse financiare etc.
Invenția nu conduce în mod necesar la o inovație. Inovația este posibilă și fără ceva care ar putea fi identificată ca invenție, dacă compania identifică o idee tehnică existentă anterior. Aspectul exploatării comerciale a invenției este prezent aproape în toate definițiile inovației.
Alte detalii : în articolul Inovație, secțiunea „Deosebiri între invenție și inovație”.

## Categorii de invenții
În funcție de tipul noutății invențiilor se pot distinge diferite categorii de invenții care pot fi luate în considerare ca criterii utilizate la examinarea acestora:
٭invenții rezultate în urma asocierii a două sau mai multe soluții cunoscute;
٭invenții rezultate prin modificări dimensionale ale unui obiect cunoscut, care conduc la un efect tehnic superior în comparație cu soluția existentă;
٭invenții rezultate în urma creării de noi funcțiuni ale unui obiect cunoscut;
٭invenții rezultate prin înlocuire de materiale folosite în alcătuirea unui produs cunoscut sau folosite într-un procedeu de fabricație cunoscut;
٭invenții rezultate în urma înlocuirii unui element component dintr-o mașină sau instalație;
٭invenții rezultate în urma modificării compoziției chimice a unui produs sau a proporției de cobinare;
٭invenții rezultate în urma modificării ordinei operațiilor și fazelor în procese tehnologice;
٭invenții realizate prin modificarea schemei de principiu caracteristice (schema cinematică, electronică, hidraulică, fluidică, de automatizare) a unui produs.

## Alte sensuri
- Sinonimele [8] „invenție”, „născocire”, „plăsmuire”, „scornitură” au sensul de afirmație neadevărată.